# Saison 2019-2020 du Paris Football Club
Maillots
Chronologie
Saison précédente Saison suivante
La saison 2019-2020 du Paris Football Club, voit le club disputer la quatre-vingtième unième 
édition du Championnat de France de football de Ligue 2, championnat auquel le club participe pour la troisième fois depuis 1983, ceci après avoir terminé quatrième de Ligue 2 2018-2019.
À la suite de la pandémie de Covid-19, le championnat de Ligue 2 est suspendu le 13 mars 2020.
Il est par la suite arrêté le 30 avril 2020 par la Ligue de football professionnel.

## Championnat de France de Ligue 2

### Première moitié de saison
Après un début de saison famélique, avec une première victoire seulement à la 10ème journée et une 19ème place au soir de la fin des matchs aller, le club licencia le 30 décembre 2019 le coach Mécha Baždarević, le remplaçant par René Girard.

## Parcours en coupes

### Coupe de France de football
Le Paris Football Club entame sa campagne lors du 7e tour de la Coupe de France 2019-2020.

### Coupe de la Ligue française de football
Le club parisien participe à la Coupe de la Ligue française de football dans sa forme contemporaine pour la cinquième fois de son histoire. Les Parisiens accueillent le FC Sochaux-Montbéliard pour le compte du premier tour de la Coupe de la Ligue. Les Parisiens s'imposent sur le score de 2 buts à 1. Au tour suivant, Les Parisiens s'opposent difficilement aux tirs au but 5 à 6 après un score de 1-1 lors du temps réglementaire face au GFC Ajaccio. En 1/16 de finale, Les Parisiens, affronteront le FC Nantes.